# Bamako
Bamako là thủ đô và thành phố lớn nhất của Mali, với dân số hơn 1,8 triệu người (thống kê địa phương 2009). Năm 2006, đây là thành phố phát triển nhanh nhất châu Phi và nhanh thứ sáu thế giới. Nó nằm cạnh sông Niger, gần những ghềnh nước chia tách thung lũng trung và thượng Nin ở mạn tây nam đất nước.
Bamako là trung tâm hành chính của Mali. Nội thành thành phố là một cercle riêng. Cảng sông của Bamako toạ lạc ở thị trấn Koulikoro lân cận. Bamako là trung tâm đô thị lớn thứ bảy của Tây Phi, sau Lagos, Abidjan, Kano, Ibadan, Dakar, và Accra. Những sản phẩm chế tạo địa phương gồm vải, thịt qua chế biến, và đồ kim loại. Nghề cá cũng đóng vai trò nhất định.
Cái tên Bamako (Bàmakɔ̌ trong tiếng Bambara) có nghĩa là "đuôi cá sấu".

## Khí hậu
Bamako có khí hậu xavan (phân loại khí hậu Köppen Aw).
| Dữ liệu khí hậu của Bamako           | Dữ liệu khí hậu của Bamako | Dữ liệu khí hậu của Bamako | Dữ liệu khí hậu của Bamako | Dữ liệu khí hậu của Bamako | Dữ liệu khí hậu của Bamako | Dữ liệu khí hậu của Bamako | Dữ liệu khí hậu của Bamako | Dữ liệu khí hậu của Bamako | Dữ liệu khí hậu của Bamako | Dữ liệu khí hậu của Bamako | Dữ liệu khí hậu của Bamako | Dữ liệu khí hậu của Bamako | Dữ liệu khí hậu của Bamako |
| Tháng                                | 1                          | 2                          | 3                          | 4                          | 5                          | 6                          | 7                          | 8                          | 9                          | 10                         | 11                         | 12                         | Năm                        |
| ------------------------------------ | -------------------------- | -------------------------- | -------------------------- | -------------------------- | -------------------------- | -------------------------- | -------------------------- | -------------------------- | -------------------------- | -------------------------- | -------------------------- | -------------------------- | -------------------------- |
| Cao kỉ lục °C (°F)                   | 38.9 (102.0)               | 42.8 (109.0)               | 43.9 (111.0)               | 43.5 (110.3)               | 45.0 (113.0)               | 42.0 (107.6)               | 40.0 (104.0)               | 37.8 (100.0)               | 38.4 (101.1)               | 38.9 (102.0)               | 42.0 (107.6)               | 40.0 (104.0)               | 45.0 (113.0)               |
| Trung bình ngày tối đa °C (°F)       | 33.4 (92.1)                | 36.4 (97.5)                | 38.5 (101.3)               | 39.6 (103.3)               | 38.5 (101.3)               | 35.3 (95.5)                | 32.1 (89.8)                | 31.1 (88.0)                | 32.2 (90.0)                | 34.6 (94.3)                | 35.3 (95.5)                | 33.4 (92.1)                | 35.0 (95.0)                |
| Tối thiểu trung bình ngày °C (°F)    | 17.0 (62.6)                | 19.9 (67.8)                | 22.9 (73.2)                | 25.2 (77.4)                | 25.4 (77.7)                | 23.6 (74.5)                | 22.2 (72.0)                | 21.8 (71.2)                | 21.6 (70.9)                | 21.3 (70.3)                | 18.4 (65.1)                | 16.8 (62.2)                | 21.3 (70.3)                |
| Thấp kỉ lục °C (°F)                  | 8.7 (47.7)                 | 9.0 (48.2)                 | 12.0 (53.6)                | 15.8 (60.4)                | 17.8 (64.0)                | 16.1 (61.0)                | 17.5 (63.5)                | 17.2 (63.0)                | 18.0 (64.4)                | 14.7 (58.5)                | 10.8 (51.4)                | 6.0 (42.8)                 | 6.0 (42.8)                 |
| Lượng mưa trung bình mm (inches)     | 0.6 (0.02)                 | 0.7 (0.03)                 | 2.1 (0.08)                 | 19.7 (0.78)                | 54.1 (2.13)                | 132.1 (5.20)               | 224.1 (8.82)               | 290.2 (11.43)              | 195.9 (7.71)               | 66.1 (2.60)                | 5.2 (0.20)                 | 0.5 (0.02)                 | 991.3 (39.03)              |
| Số ngày mưa trung bình (≥ 0.1 mm)    | 0.2                        | 0.2                        | 0.6                        | 3.3                        | 6.3                        | 7.7                        | 16.7                       | 17.9                       | 14.7                       | 5.7                        | 0.3                        | 0.1                        | 73.7                       |
| Độ ẩm tương đối trung bình (%)       | 24                         | 20                         | 22                         | 33                         | 50                         | 67                         | 77                         | 81                         | 78                         | 65                         | 38                         | 27                         | 49                         |
| Số giờ nắng trung bình tháng         | 277.4                      | 253.0                      | 268.1                      | 230.4                      | 242.6                      | 233.6                      | 216.6                      | 218.3                      | 221.7                      | 253.7                      | 270.7                      | 268.6                      | 2.954,7                    |
| Nguồn 1: Tổ chức Khí tượng Thế giới  |                            |                            |                            |                            |                            |                            |                            |                            |                            |                            |                            |                            |                            |
| Nguồn 2: NOAA Deutscher Wetterdienst |                            |                            |                            |                            |                            |                            |                            |                            |                            |                            |                            |                            |                            |